# Karabin M24 SWS
M24 SWS (Sniper Weapon System) – amerykański powtarzalny karabin wyborowy. Przepisowa broń wyborowa Armii Stanów Zjednoczonych. Wersja karabinu Remington 700, zaprojektowana w Remington Arms pod koniec lat 80. M24 SWS jest bronią powtarzalną z zamkiem czterotaktowym. Karabin posiada regulowaną wzdłużnie stopkę kolby oraz celownik optyczny Leupold.
Korpus Piechoty Morskiej Stanów Zjednoczonych używa jako standardowego karabinu snajperskiego innego wariantu Remingtona 700 – M40. M40 ma krótką komorę zamkową, przystosowaną do naboju nie dłuższego niż natowski 7,62 × 51 mm. Dłuższa komora M24 umożliwia strzelanie dłuższym (i silniejszym) nabojem Winchester .300 magnum (7,62 × 67 mm). Daje to możliwość wprowadzenia na współczesne pole walki broni o większej sile przebicia i zasięgu, niż strzelająca nabojem standardowym.
Remington opracował także ulepszoną wersję M24, nazwaną M24A2. Nowy karabin jest wyposażony w wymienny pudełkowy magazynek mieszczący 10 nabojów, szyny Picatinny (pod nazwą „MARS” – Modular Accessory Rail System – system modułowych szyn na dodatkowe akcesoria), zmodyfikowaną lufę przystosowaną do montażu tłumika dźwięku, oraz ulepszoną kolbę z poduszką policzkową o regulowanej wysokości. Istniejące karabiny M24 mogą być ulepszone do wersji A2, co wymaga wymiany kolby i lufy, oraz zamontowania gniazda magazynka.